# Didier Crettenand
Pour les articles homonymes, voir Crettenand.
Didier Crettenand est un footballeur professionnel suisse. Il est né le 24 février 1986.

## Biographie
Le 13 mai 2013 il est évincé du groupe professionnel du FC Sion pour se retrouver dans un groupe de « bannis » ne disputant plus de matchs officiels. Les raisons de son éviction ne sont pas établies mais sembleraient liées au tempérament caractériel du joueur. À la suite de cela, il résilie son contrat avec le FC Sion. Le 6 juin 2013, il annonce sa signature avec le Servette FC fraichement relégué en Challenge League.

## Statistiques
| Saison      | Club              | Pays   | Ligue | Matchs /Buts | Coupe d'Europe |
| ----------- | ----------------- | ------ | ----- | ------------ | -------------- |
| 2003 - 2004 | FC Sion           | Suisse | ChL   | 3 / (0)      | -              |
| 2004 - 2005 | FC Sion           | Suisse | ChL   | 10 / (1)     | -              |
| 2005 - 2006 | FC Sion           | Suisse | ChL   | 22 / (1)     | -              |
| 2006 - 2007 | FC Lausanne-Sport | Suisse | ChL   | 24 / (1)     | -              |
| 2007 - 2008 | FC Sion           | Suisse | ASL   | 5 / (1)      | -              |
| 2008 - 2009 | FC Sion           | Suisse | ASL   | 21 / (1)     | -              |
| 2009 - 2010 | FC Sion           | Suisse | ASL   | 11 / (0)     | -              |
| 2010 - 2011 | FC Sion           | Suisse | ASL   | 2 / (0)      | -              |
| 2011 - 2012 | FC Sion           | Suisse | ASL   | 28 / (2)     | -              |
| 2012 - 2013 | FC Sion           | Suisse | ASL   | 34 / (2)     | -              |
| 2013 - 2014 | Servette FC       | Suisse | CHL   | 18 / (0)     | -              |

Actualisé le 26 août 2013

## Palmarès
- Promotion en Super League en 2006 avec le FC Sion
- Vainqueur de la Coupe de Suisse en 2006, 2009 et 2011 avec le FC Sion